# Heartbreaker (Michael-Jackson-Lied)
Heartbreaker (englisch für „Herzensbrecher“) ist ein Song des US-amerikanischen Sängers Michael Jackson, der am 29. Oktober 2001 auf dem Album Invincible veröffentlicht wurde.

## Entstehung
Heartbreaker wurde von Michael Jackson, Rodney Jerkins, Fred Jerkins III und LaShawn Daniels geschrieben und von Jackson und Jerkins produziert. Heartbreaker ist mit dem „robotic frog sound“ und dem Schlag des Schlagzeug am Beginn jeden Taktes von dem Song Pony von Ginewuine inspiriert. Die Gruppe *NSYNC ließ sich wiederum von Heartbreaker für ihren einige Monate vor Heartbreaker erschienenen Song Pop inspirieren.

## Inhalt
Der Song handelt von einer Frau, die Männer verführt, nur um diesen später das „Herz zu brechen“.

“That girl I can’t take her

Should have known she was a heartbreaker

That girl I can’t take her

Should have seen right through her she’s a heartbreaker

That girl I can’t take her

Should have seen it coming heartbreaker

That girl I can’t take her

Should have seen right through her

She’s a heartbreaker”

„Dieses Mädchen, ich kann es nicht einnehmen

Hätte wissen sollen, dass sie eine Herzensbrecherin ist

Hätte durchschauen sollen, dass sie eine Herzensbrecherin ist

Dieses Mädchen, ich kann es nicht einnehmen

Hätte es kommen sehen sollen, Herzensbrecherin

Dieses Mädchen, ich kann es nicht einnehmen

Hätte sie durchschauen sollen

Sie ist eine Herzensbrecherin“

## Kritiken
The Stuart News zufolge, besteche Heartbreaker mit einem ähnlichen Charme wie der vorausgegangene Track Unbreakable (also House-Keyboard-Riffs, schweren Dance-Grooves und Michael Jackson unverkennbarer Stimme). Der Rhythmus sei im Vergleich zu Unbreakable jedoch jaulender und quietschender.

## Besetzung
- Produktion: Michael Jackson, Rodney Jerkins
- Komposition: Michael Jackson, Rodney Jerkins, Fred Jerkins III, LaShawn Daniels
- Solo, Background Vocals: Michael Jackson
- Background Vocals: Mischke, LaShawn Daniels, Nora Payne
- Rap: Fats
- Keyboards, Synthesizer: Michael Jackson, Rodney Jerkins
- Tontechnik: Bruce Swedien, Stuart Brawley (Tontechniker),  Alex Greggs, Fabian Marasciullo (assistierende Tontechniker)
- Aufnahme des Raps: Bob Brown
- Mix: Bruce Swedien